# Associazione Calcio Sant'Angelo 1981-1982
Questa voce raccoglie le informazioni riguardanti l'Associazione Calcio Sant'Angelo nelle competizioni ufficiali della stagione 1981-1982.

## Rosa
| N. |                   | Ruolo | Calciatore          |
| -- | ----------------- | ----- | ------------------- |
|    | Italia (bandiera) | A     | Giancarlo Arrigoni  |
|    | Italia (bandiera) | D     | Domenico Cabrini    |
|    | Italia (bandiera) | D     | Roberto Cadei       |
|    | Italia (bandiera) | C     | Stefano Calderini   |
|    | Italia (bandiera) | C     | Giancarlo Caminati  |
|    | Italia (bandiera) | P     | Sergio Cannarozzi   |
|    | Italia (bandiera) | D     | Lorenzo Cascella    |
|    | Italia (bandiera) | D     | Mauro Chiampan      |
|    | Italia (bandiera) | C     | Ivano Comba         |
|    | Italia (bandiera) | C     | Adriano Cremonesi   |
|    | Italia (bandiera) | P     | Francesco De Bellis |
|    | Italia (bandiera) |       | De Luchi            |
|    | Italia (bandiera) | D     | Marco Ferriani      |
|    | Italia (bandiera) | C     | Virgino Gandini     |

| N. |                   | Ruolo | Calciatore              |
| -- | ----------------- | ----- | ----------------------- |
|    | Italia (bandiera) | A     | Adriano Locatelli       |
|    | Italia (bandiera) | D     | Marco Losio             |
|    | Italia (bandiera) | A     | Mauro Merlo             |
|    | Italia (bandiera) | A     | Carlo Nabissi           |
|    | Italia (bandiera) | A     | Giovanni Picco          |
|    | Italia (bandiera) | A     | Gian Battista Quartieri |
|    | Italia (bandiera) | C     | Vittorio Samaden        |
|    | Italia (bandiera) | A     | Raffaele Solimeno       |
|    | Italia (bandiera) | A     | Adriano Tedoldi         |
|    | Italia (bandiera) | D     | Fabio Todde             |
|    | Italia (bandiera) | D     | Paolo Tomasoni          |
|    | Italia (bandiera) | D     | Bassano Tonali          |
|    | Italia (bandiera) | C     | Giampiero Trainini      |

## Risultati

### Campionato

#### Girone di andata
| 20 settembre 1981 1ª giornata | Sant'Angelo | 2 – 3 | Rhodense |  |

| 27 settembre 1981 2ª giornata | L.R. Vicenza | 1 – 0 | Sant'Angelo |  |

| 4 ottobre 1981 3ª giornata | Sant'Angelo | 0 – 0 | Treviso |  |

| 11 ottobre 1981 4ª giornata | Monza | 3 – 1 | Sant'Angelo |  |

| 18 ottobre 1981 5ª giornata | Sant'Angelo | 0 – 2 | Empoli |  |

| 25 ottobre 1981 6ª giornata | Modena | 2 – 2 | Sant'Angelo |  |

| 1º novembre 1981 7ª giornata | Atalanta | 2 – 0 | Sant'Angelo |  |

| 8 novembre 1981 8ª giornata | Sant'Angelo | 1 – 1 | Trento |  |

| 15 novembre 1981 9ª giornata | Padova | 3 – 1 | Sant'Angelo |  |

| 22 novembre 1981 10ª giornata | Sant'Angelo | 1 – 1 | Alessandria |  |

| 29 novembre 1981 11ª giornata | Mantova | 2 – 1 | Sant'Angelo |  |

| 6 dicembre 1981 12ª giornata | Sant'Angelo | 0 – 0 | Parma |  |

| 13 dicembre 1981 13ª giornata | Triestina | 3 – 1 | Sant'Angelo |  |

| 20 dicembre 1981 14ª giornata | Sant'Angelo | 2 – 1 | Forlì |  |

| 3 gennaio 1982 15ª giornata | Piacenza | 3 – 1 | Sant'Angelo |  |

| 10 gennaio 1981 16ª giornata | Sant'Angelo | 1 – 1 | Fano |  |

| 17 gennaio 1981 17ª giornata | Sanremese | 3 – 1 | Sant'Angelo |  |

#### Girone di ritorno
| 24 gennaio 1982 18ª giornata | Rhodense | 2 – 0 | Sant'Angelo |  |

| 31 gennaio 1982 19ª giornata | Sant'Angelo | 1 – 4 | L.R. Vicenza |  |

| 7 febbraio 1982 20ª giornata | Treviso | 2 – 0 | Sant'Angelo |  |

| 14 febbraio 1982 21ª giornata | Sant'Angelo | 1 – 0 | Monza |  |

| 21 febbraio 1982 22ª giornata | Empoli | 3 – 0 | Sant'Angelo |  |

| 28 febbraio 1982 23ª giornata | Sant'Angelo | 0 – 0 | Modena |  |

| 7 marzo 1982 24ª giornata | Sant'Angelo | 0 – 0 | Atalanta |  |

| 21 marzo 1982 25ª giornata | Trento | 2 – 2 | Sant'Angelo |  |

| 28 marzo 1982 26ª giornata | Sant'Angelo | 0 – 0 | Padova |  |

| 4 aprile 1982 27ª giornata | Alessandria | 2 – 0 | Sant'Angelo |  |

| 18 aprile 1982 28ª giornata | Sant'Angelo | 1 – 0 | Mantova |  |

| 25 aprile 1982 29ª giornata | Parma | 6 – 1 | Sant'Angelo |  |

| 2 maggio 1982 30ª giornata | Sant'Angelo | 0 – 0 | Triestina |  |

| 9 maggio 1982 31ª giornata | Forlì | 2 – 0 | Sant'Angelo |  |

| 16 maggio 1982 32ª giornata | Sant'Angelo | 0 – 0 | Piacenza |  |

| 23 maggio 1982 33ª giornata | Fano | 4 – 0 | Sant'Angelo |  |

| 30 maggio 1982 34ª giornata | Sant'Angelo | 0 – 1 | Sanremese |  |